# Гаусов сноп
В оптиката, Гаусов сноп е сноп от електромагнитно лъчение, чието напречно разпределение на електричното поле и интензитета се описват от Гаусова функция. Много лазери излъчват снопове с Гаусов профил. В този случай казваме, че лазерът генерира основен (фундаментален) напречен мод или „TEM00 мод“ на лазерния оптичен резонатор. Когато Гаусов сноп с дадени параметри премине през леща, той се преобразува отново в Гаусов сноп, но с други параметри. От всички видове снопове генерирани от лазерите Гаусовият сноп има най-малка разходимост. Това обяснява неговата популярност в лазерната физика и техника.
Математическата функция, която описва Гаусовия сноп е решение на параксиалната форма на уравнението на Хелмхолц. Решението във форма на Гаусова функция описва комплексната форма на електричното поле, което заедно с магнитното поле се разпространява във вид на електромагнитна вълна формираща лазерния сноп.

## Математична форма
За Гаусов сноп коплексната амплитуда на електричното поле се дава от
{\displaystyle E(r,z)=E_{0}{\frac {w_{0}}{w(z)}}\exp \left({\frac {-r^{2}}{w^{2}(z)}}\right)\exp \left(-ikz-ik{\frac {r^{2}}{2R(z)}}+i\zeta (z)\right)\,}
където
{\displaystyle r} е радиалното разстояние от центъра на снопа,
{\displaystyle z} е аксиалното разстояние от точката, където снопът е най-тесен (шийката на снопа),
{\displaystyle i} е имагинерна единица (за която {\displaystyle i^{2}=-1}),
{\displaystyle k={2\pi  \over \lambda }} е вълново число на разпространение на светлината в свободното простраство (в радиан/метър),
{\displaystyle E_{0}=|E(0,0)|},
{\displaystyle w(z)} е радиусът, при който амплитудата на полето пада до ниво 1/e, а на интензитета до ниво 1/e2 считано от техните величини на оста на снопа в точката z.
{\displaystyle w_{0}=w(0)} е радиусът на шийката, при който амплитудата на полето пада до ниво 1/e, а на интензитета до ниво 1/e2, считано от техните величини на оста на снопа в точката z = 0 (вижте обясненията по-долу).
Функциите {\displaystyle w(z)}, {\displaystyle R(z)}, и {\displaystyle \zeta (z)} са параметри на снопа, които ще опишем по-долу.
Пространственото разпределение на усреднения по времето интензитет е
{\displaystyle I(r,z)={\frac {\epsilon _{0}cn}{2}}|E(r,z)|^{2}=I_{0}\left({\frac {w_{0}}{w(z)}}\right)^{2}\exp \left({\frac {-2r^{2}}{w^{2}(z)}}\right)\,}
където {\displaystyle I_{0}=I(0,0)} е интензитетът в центъра на шийката на снопа, n е показател на пречупване, за свободно пространство n=1.{\displaystyle \,\varepsilon _{0}} е диелектричната проницаемост на вакуума.

## Параметри на снопа
Поведението на Гаусовия сноп се дава от набор параметри на снопа, които са определени в параграфа по долу.

### Радиус на снопа
За Гаусов сноп, разпространяващ се в свободното пространство, радиусът на снопа w(z) ще има минимална величина w0 в една точка на лазерния сноп известна като шийка на снопа. За сноп от лъчение с дължина на вълната λ на разстояние z от шийката по посока на разпространение на снопа промяната на радиуса на снопа се дава от
{\displaystyle w(z)=w_{0}\,{\sqrt {1+{\left({\frac {z}{z_{R}}}\right)}^{2}}}\ }
където началото на оста z e взето да съвпада с мястото на шийката, и където
{\displaystyle z_{R}={\frac {\pi w_{0}^{2}}{\lambda }}}
се нарича Релеева дължина.

### Релеева дължина и конфокален параметър
На разстояние от шийката равно на една релеева дължина zR в двете посоки, радиусът w и диаметърът 2wна снопа са {\displaystyle {\sqrt {2}}\ } пъти по големи:
{\displaystyle w(\pm z_{R})=w_{0}{\sqrt {2}}\,}
Разстоянието между тези две точки от двете страни на шийката, където снопът е с два пъти по-голямо сечение се нарича конфокален параметър или дълбочина на фокусирането на снопа:
{\displaystyle b=2z_{R}={\frac {2\pi w_{0}^{2}}{\lambda }}\ }

### Радиус на кривина на фазовия фронт
R(z) е радиусът на кривина на фазовия фронт на снопа. Неговата величина като функция от позицията z е:
{\displaystyle R(z)=z\left[{1+{\left({\frac {z_{R}}{z}}\right)}^{2}}\right]\ }
Както се вижда от формулата, радиусът на кривина на фазовия фронт е безкрайност при z = 0 и z = ∞ и има минимална величина при z = zR
{\displaystyle R(z=z_{R})=2z_{R}\ }

### Разходимост на снопа
Параметърът {\displaystyle w(z)} може да се апроксимира с права линия когато сме в „далечното поле“, т. е когато {\displaystyle z\gg z_{R}}. Ъгълът между правата линия и оста на снопа се нарича разходимост на снопа. Разходимостта се дава от формулата:
{\displaystyle \theta \simeq {\frac {\lambda }{\pi w_{0}}}\qquad (\theta \mathrm {\ in\ radians.} )}
Тази формула показва, че колкото е по-малка дължината на вълната, толкова е по-малка разходимостта на този сноп. От друга страна снопове с по-малка разходимост могат да бъдат фокусирани в по-малко петънце. Това е причината за големия интерес към сините лазери, с които може да се записва по-голям обем информация.
Пълната разходимост определя ъгловия диапазон, в който се разпространява снопа далече от шийката и е два пъти по-голяма от определената от горната формула
{\displaystyle \Theta =2\theta \ }
Заради разходимостта, Гаусовият лазерен сноп когато е фокусиран в малко петно се разширява след това в голям ъглов диапазон. За да бъде лазерният сноп колимиран на голямо разстояние неговият диаметър трябва да е голям.
Тъй като Гаусовият модел е валиден само в параксиално приближение, той не може да се приложи когато фазовия фронт е наклонен на ъгъл по-голям от 300 отчитано от оста на снопа . От горния израз следва, че Гаусовият модел е валиден за снопове с шийки по-големи от 2λ/π.

### Качество на лазерния сноп
Качеството на лазерния сноп се дава от така наречения М2 метод. М2 е пропорционално на разходимостта на снопа по радиуса на неговата шийка {\displaystyle w_{0}}. Отношението на М2 на реален сноп към М2 на идеален Гаусов сноп на същата дължина на вълната е количествена характеристика на качеството на снопа. М2 на идеален Гаусов сноп е 1. Всички реални лазерни снопове имат М2 > 1, най-качествените снопове обаче, като тези получавани от He-Ne лазери имат големина на М2 близка до едно.

### Фаза на Гуи
Надлъжното фазово закъснение  или Фазата на Гуи  на даден Гаусов сноп е
{\displaystyle \zeta (z)=\arctan \left({\frac {z}{z_{R}}}\right)\ }

### Комплексен параметър за описание на Гаусов сноп
Видяхме, че Гаусовия сноп в точката z се описва от два параметъра: радиуса w(z) и радиуса на кривината на фазовия фронт R(z). Удобно е тези два параметъра да се обединят в един коплексен параметър q(z), който се задава по следния начин:
{\displaystyle {1 \over q(z)}={1 \over R(z)}-i{\lambda  \over \pi w^{2}(z)}}
Комплексният параметър q(z) играе важна роля при анализа на разпространението на Гаусови снопове през оптични системи и специално при анализа на лазерни оптични резонатори с помощта на апарата на матричната оптика.
Използвайки Гаусовия комплексен параметър q(z) едномерното Гаусово поле се представя по този начин:
{\displaystyle {u}(x,z)={\frac {1}{\sqrt {{q}_{x}(z)}}}\exp \left(-ik{\frac {x^{2}}{2{q}_{x}(z)}}\right)}.
Двумерното Гаусово поле което обхваща и случая на елиптични Гаусови снопове се описва от произведението:
{\displaystyle {u}(x,y,z)={u}(x,z)\,{u}(y,z)},
В случая на най-често използвания Гаусов сноп с кръгова симетрия, където е валидно qx = qx = q и x2 + y2 = r2 за полето се получава 
{\displaystyle {u}(r,z)={\frac {1}{{q}(z)}}\exp \left(-ik{\frac {r^{2}}{2{q}(z)}}\right)}.
Интензитетът на такъв Гаусов сноп с кръгова симетрия се дава от:
I(r,z) = I0|u(r,z)|2 

## Мощност и интензитет

### Мощност, преминаваща през диафрагма
Мощността P на лазерен Гаусов сноп преминаващ през кръгова центрирана диафрагма с радиус r намираща се в точката z е
{\displaystyle P(r,z)=P_{0}\left[1-e^{-2r^{2}/w^{2}(z)}\right]\,}
където
{\displaystyle P_{0}={1 \over 2}\pi I_{0}w_{0}^{2}}
е пълната мощност на входния сноп. I0 e пиковият интензитет на снопа в плоскостта на щийката.
За диафрагма с радиус {\displaystyle r=w(z)\,}, преминалата мощност е
{\displaystyle {P(z) \over P_{0}}=1-e^{-2}\approx 0.865\ }
Ако диафрагмата е с радиус {\displaystyle r=1.224\cdot w(z)\,} близо 95% от входната мощност ще премине през нея.

### Пиков и среден интензитет
Пиковият интензитет на разстояние z от шийката се пресмята като граница на отношението на падащата мощност и площ {\displaystyle \pi r^{2}} при
радиус r клонящ към нула.
{\displaystyle I(0,z)=\lim _{r\to 0}{\frac {P_{0}\left[1-e^{-2r^{2}/w^{2}(z)}\right]}{\pi r^{2}}}={\frac {P_{0}}{\pi }}\lim _{r\to 0}{\frac {\left[-(-2)(2r)e^{-2r^{2}/w^{2}(z)}\right]}{w^{2}(z)(2r)}}={2P_{0} \over \pi w^{2}(z)}.}
Получихме, че пиковият интензитет на Гаусов сноп е два пъти по-голям от средния интензитет Iav, който е равен на падащата мощност, разделена на площ с радиус {\displaystyle w(z)}.
{\displaystyle I_{av}={P_{0} \over \pi w^{2}(z)}.}

## За по задълбочено изучаване
- Saleh, Bahaa E. A. and Teich, Malvin Carl. Fundamentals of Photonics.   New York, John Wiley & Sons, 1991. ISBN 0-471-83965-5. Chapter 3, „Beam Optics“, pp. 80 – 107.
- Mandel, Leonard and Wolf, Emil. Optical Coherence and Quantum Optics.   Cambridge, Cambridge University Press, 1995. ISBN 0-521-41711-2. Chapter 5, „Optical Beams“, pp. 267.
- Siegman, Anthony E. Lasers.   University Science Books, 1986. ISBN 0-935702-11-3. Chapter 16.
- Yariv, Amnon. Quantum Electronics. 3rd Edition.   Wiley, 1989. ISBN 0-471-60997-8.
- F. Pampaloni and J. Enderlein. Gaussian, Hermite-Gaussian, and Laguerre-Gaussian beams: A primer //  arXiv:physics/0410021.   2004.